# Орашица
Орашица је тип сушног простог затвореног плода. Може бити:
- монокарпна
- синкарпна

Постоје и посебни типови орашица; крупа и ахенија.
Монокарпна орашица је изграђена од једног оплодног листића (nux monocarpa). На врху овог плода остаје жиг који има улогу у расејавању. Овај тип плода имају неки љутићи, павит и зечја стопа. Код павити дугачак стубић је снабдевен длачицама, док код зечје стопе на врху има кукицу за прикачињање.
Синкарпна орашица је сачињена из више оплодних листића. Код брезе и бреста се састоји из два оплодна листића, а код букве, храста и питомог кестена из три. На плоду неких врста постоји тзв. papus који служи за разношење ветром, а настаје од редукованих чашичних листића.